# Marie Ledin
Marie Elisabet Ledin, född Andersson 9 februari 1957 i Stockholm, är en svensk skivbolagschef och förlagsperson. 
Marie Ledin är dotter till skivbolagsdirektören, kompositören och affärsmannen Stikkan Anderson och var verksam på chefsposter inom bland annat promotion vid faderns Polar Music International fram till 1986. Därefter startade hon det egna skivbolaget The Record Station, vilket snart köptes upp av den tyska storkoncernen Bertelsmann/BMG. Hon fortsatte dock arbeta inom BMG till 1995 och startade 1993 även ett nytt skivbolag, Anderson Records. Hon grundade 2005 också bokförlaget Anderson Pocket, Sveriges största förlag för originalpocketböcker, med en samarbetsgrupp av bland andra författare.
Ledin har sedan starten 1989 varit verksam inom ledningen för det av fadern instiftade Polar Music Prize och sedan faderns död 1997 har hon övertagit ledningsansvaret för verksamheten. Hon sitter också i styrelsen för bland annat Stockholms Stadsmission.
Som barn medverkade hon i låten "Baby-twist" tillsammans med Stikkan Anderson. Tillsammans med journalisten Petter Karlsson skrev hon den biografiska boken om faderns och familjens liv, Min pappa hette Stikkan (2008).
Hon är sedan 1983 gift med musikern Tomas Ledin, och tillsammans har de sönerna Theo och John.

## Priser och utmärkelser
Ledin utsågs 2020 till hedersdoktor vid Karlstads universitet.